# Stojeński
Stojeński (Kotwic odmienny) – polski herb szlachecki z nobilitacji, odmiana herbu Kotwica.

## Opis herbu
Opis zgodnie z klasycznymi regułami blazonowania:
W polu czerwonym miecz na opak, między dwiema strzałami srebrnymi na opak, stykającymi się grotami.
Klejnot: Kotwica srebrna.
Labry czerwone, podbite złotem.

## Najwcześniejsze wzmianki
Nadany Janowi, Piotrowi, Pawłowi i Zuzannie Stojeńskim 10 stycznia 1591.

## Herbowni
Stojeński.